# Apterastichus oculatus
Apterastichus oculatus är en stekelart som beskrevs av Lasalle 1994. Apterastichus oculatus ingår i släktet Apterastichus och familjen finglanssteklar. Inga underarter finns listade.